# Gauthier, punta (udde i Antarktis, lat -64,83, long -63,58)
Gauthier, punta är en udde i Antarktis. Den ligger i Västantarktis. Argentina, Chile och Storbritannien gör anspråk på området.
Terrängen inåt land är kuperad österut, men norrut är den bergig. Havet är nära Gauthier, punta åt sydost.  Trakten är obefolkad. Det finns inga samhällen i närheten. 